# Prisão da Abadia

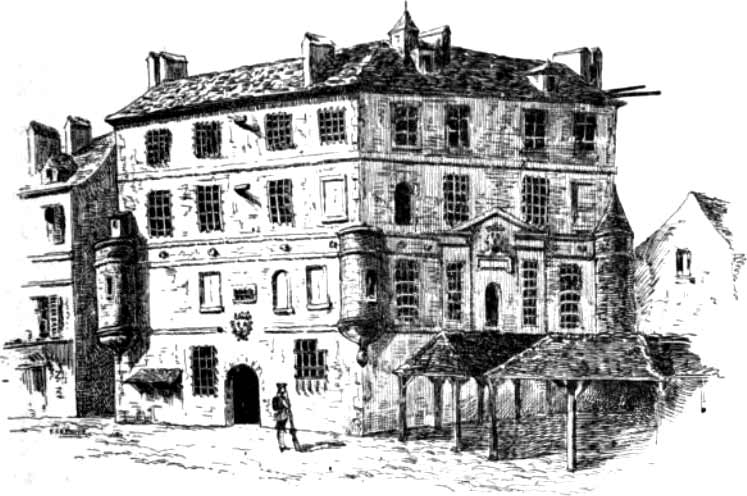
A Prisão da Abadia em 1793.

A Prisão da Abadia (em francês: Prison de l'Abbaye) é uma prisão francesa, em uso de 1522 a 1854, situada na cidade de Paris.
Esta prisão de Estado foi construída por Christophe Gamard em 1631, compondo-se de um piso térreo e mais dois andares, flanqueados por duas torres e uma guarita para sentinela. Ela foi o teatro de um dos episódios da Revolução Francesa que deu lugar aos textos mais dramáticos deste período, os Massacres de Setembro de 1792.
Madame Roland, esposa do Ministro do Interior, o girondino Jean-Marie Roland, esteve presa nela, quando de sua primeira arrestação, em 1793, antes de seu encarceramento em Sainte Pélagie.

## Localização
A prisão ocupava parte do atual Boulevard Saint-Germain, em Paris, e ficava situada no ângulo do terreno da Abadia de Saint-Germain-des-Prés. Esta Abadia datava dos primórdios da cidade de Paris quando Quildeberto I fundou, no local onde existia um templo dedicado a Isis e Ceres, segundo a lenda, um monastério consagrado à Santa Cruz e a São Vicente, que adotou depois o nome de Germain, o bispo que o administrava. A Basílica de Saint-Germain, onde foi enterrado, entre outros Quildeberto I, era o «Saint-Denis dos Merovíngios». Estas origens, que remontam à fonte das histórias dos reis de França, conferem um valor simbólico particular aos Massacres de Setembro de 1792 que aí foram perpetrados.

## Os Massacres

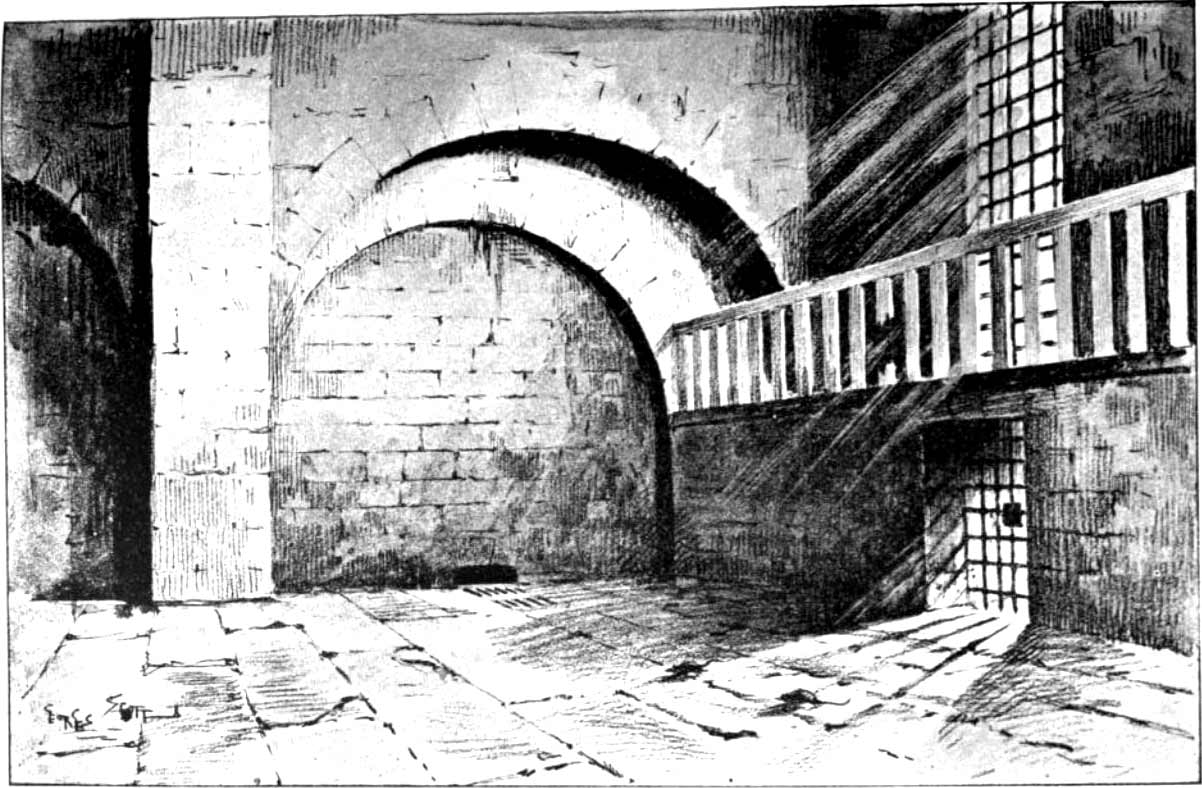
A Capela da Abadia em 1793.

Durante a Revolução Francesa, foram presas na Abadia uma multidão de pessoas de todas as classes sociais, acusadas de oposição ao regime que se seguiu à queda da monarquia. A lenda tomou conta dos fatos ocorridos de 2 a 3 de Setembro de 1792, cujo desenrolar é ao mesmo tempo confuso e complexo para uma análise fria, já que guarda apenas as declarações de um grupo de celerados, conduzidos por Stanislas-Marie Maillard, que massacraram em suas instalações 164 prisioneiros, sendo 18 deles padres. Entre os prisioneiros encontravam-se o Conde Montmorin de St-Hérem, o abade Lenfant, Cazotte e Charles François de Virot de Sombreuil.
De todas as prisões que foram quadro dos Massacres de Setembro de 1792, a da Abadia é, em um certo sentido, a mais marcante como local de profanação. A forma como as pessoas foram massacradas em suas instalações ultrapassam o entendimento, ainda mais por serem lideradas por Maillard, que era o responsável por sua segurança. Na Abadia, o massacre transformou-se em espetáculo. Foram empilhadas roupas no meio do pátio, fazendo uma espécie de colchão. A vítima, jogada pela porta numa espécie de arena, passava de sabre em sabre e caía sobre o «colchão», toda ensanguentada. Os espectadores interessavam-se pela forma como cada um corria, gritava ou caía. Eles comentavam sobre a coragem ou covardia demonstrada por cada vítima. As mulheres, sobretudo, demonstravam um grande prazer: passada a primeira repugnância, elas tornavam-se espectadoras terríveis, insaciáveis. Os assassinos instalaram bancos, bancos para os senhores, bancos para as senhoras.

## Destruição
A Prisão da Abadia foi em seguida transformada em prisão militar. Foi demolida em 1854 para a construção do Boulevard Saint-Germain.